# カルギリク県
カルギリク県（カルギリクけん、カギリク県、ウイグル語:قاغىلىق　転写:Qaghiliq、漢名：葉城県）は、中華人民共和国新疆ウイグル自治区カシュガル地区に位置する県。

## 行政区画
3鎮、17郷を管轄：
- 鎮：カギリク鎮（喀格勒克鎮 北緯37度53分06秒 東経77度24分47秒 / 北緯37.88500度 東経77.41306度座標: 北緯37度53分06秒 東経77度24分47秒 / 北緯37.88500度 東経77.41306度）、チャルバグ鎮（恰爾巴格鎮）、ウッシャルバシ鎮（烏夏巴什鎮）
- 郷：ロク郷（洛克郷）、ベシエリク郷（伯西熱克郷）、テティル郷（鉄提郷）、チャサメチト郷（恰薩美其特郷）、テョギチ郷（吐古其郷）、ジャンギリエスキ郷（江格勒斯郷）、ジャイテレク郷（加依提勒克郷）、バリン郷（巴仁郷）、ゴジャエリク郷（烏吉熱克郷）、シャハプ郷（夏合甫郷）、イラクシ郷（依力克其郷）、イティムリクム郷（依提木孔郷）、宗朗郷、キョクヤル郷（柯克亜郷）、シフシュ郷（西合休郷）、チパン郷（棋盤郷）、サイバグ郷（薩依巴格郷）
- アクタシ農場（阿克塔什農場）、良種場、園芸場、林場、普薩牧場、種畜場、兵団葉城牧場、恰其庫木管理区、葉城工業園区

## 交通

### 鉄道
- 中国国家鉄路集団
  - 喀和線
    - カルギリク駅

### 道路
- 高速道路
  -  吐和高速道路
- 国道
  - G219国道 (葉城～チベット・ラサ)
  - G315国道

## 事件
2014年6月21日、カルギリク県の公安局の建物に爆発物を積んだトラックが突入。公安当局が反撃し、襲撃側の13人を射殺。